# Alan Hale
Alan Hale, född 7 mars 1958 i Tachikawa i Tokyo, är en amerikansk astronom. Han upptäckte tillsammans med Thomas Bopp kometen Hale–Bopp. Han är även grundare av Earthrise Institute (tidigare kallat Southwest Institute for Space Research (SWISR)).
Hale föddes i Japan, men flyttade i unga år till Alamogordo i New Mexico i USA. Han blev filosofie kandidat i fysik vid U.S. Naval Academy i Annapolis i Maryland 1980. Efter att ha tjänstgjort i Long Beach i Kalifornien lämnade han militären 1983 och arbetade med diverse rymdskeppsprojekt. 1989 doktorerade han med en avhandling om planetbanorna. Han grundade 1993 Southwest Institute for Space Research (SWISR), som år 2006 bytte namn till Earthrise Institute. 1995 upptäckte han Hale–Bopps komet tillsammans med Thomas Bopp. Kring sekelskiftet 2000 besökte han flera gånger Iran för att utbyta kunskap mellan länderna.
Förutom sin forskning arbetar Alan Hale för att förbättra den vetenskapliga kunskapen i samhället, med att förbättra villkoren för vetenskapsmän och för internationellt vetenskapligt utbyte. Han har publicerat böcker om astronomi och håller föreläsningar. Han skriver kolumner i en tidning och har ett eget radioprogram. Han har en son, Tyler, som föddes 1993.
Asteroiden 4151 Alanhale är uppkallad efter honom.